# 靈龜
靈龜（715年九月初二至717年十一月十七）是日本奈良時代元正天皇的年號。

## 改元
- 和铜八年九月初二（715年10月3日）：改元灵龟。
- 靈龜三年十一月十七（717年12月24日）：改元养老。

## 來源
在《鬼谷子阴符七术》里面讲到：养志法灵龟。也就是培养意志要学习龟的意思。
灵龟是人们在动物图腾中发现的一种常寿的动物，因此是长寿的代名词。
张衡在《灵宪》中有一番描述：“苍龙连蜷于左，白虎猛据于右，朱雀奋翼于前，灵龟圈首于后。”
因此，灵龟在中国古代神话中做为一种灵兽出现在记录中。
是“龙凤麟龟”四大神兽之一。
元正天皇即位之际，左京職献上瑞龟。
又，《尔雅卷十·释鱼》：“一曰神龟、二曰灵龟、…”。

## 紀年
| 靈龜 | 元年  | 二年  | 三年  |
| 公元 | 715年 | 716年 | 717年 |
| 干支 | 乙卯  | 丙辰  | 丁巳  |

## 參看
- 日本年號索引
- 同期存在的其他政权的紀年
  - 開元（713年十二月—741年十二月）：唐朝唐玄宗之年號